# Road to Long Binh
Road to Long Binh is een aflevering van de Amerikaanse dramaserie Tour of Duty.

## Synopsis
During the Vietnam War there were over half a million incidents of desertion by US Servicemen.

(Tijdens de Vietnamoorlog waren er meer dan een half miljoen incidenten van desertie door Amerikaanse soldaten.)

## Verhaal
Wanneer alle leden van Team Viking last krijgen van voedsel vergiftiging is Lt. Goldman genoodzaakt om een taak zelf uit te voeren. Hij besluit om de Sgt. Anderson mee te nemen. Ze moeten een deserteur ophalen en naar de Long Bihn gevangenis escorteren. Wanneer ze aankomen op het ophaal punt blijkt dat de deserteur Sld. Digby is. Een militair die Sgt. Anderson al jaren kent en altijd een voorbeeldig militair vond. Tijdens de tocht naar de Long Binh gevangenis ontsnapt Digby enkele malen maar wordt elke keer weer opgepakt. Wanneer hij bij enkele aanvallen door de Vietcong ook nog het leven red van de twee mannen besluiten ze om hem te laten gaan en tegen de militaire leiding te zeggen dat hij omgekomen is bij een mortier beschieting.

## Muziek
| Artiest        | Nummer                     |
| -------------- | -------------------------- |
| James Brown    | I Got You (I Feel Good)    |
| Vince Guaraldi | Cast Your Fate to the Wind |
| -              | It's Impossible            |

Seizoen 1: Pilot · Notes from the Underground · Dislocations · War Lover · Sitting Ducks · Burn Baby, Burn · Brothers, Fathers, and Sons · The Good, the Bad, and the Dead · Battling Baker Brothers · Nowhere to Run · Roadrunner · Pushin' Too Hard · USO Down · Under Siege · Soldiers · Gray-Brown Odyssey · Blood Brothers · The Short Timer · Paradise Lost · Angel of Mercy · The Hill

Seizoen 2: Saigon: Part 1 · Saigon: Part 2 · For What It's Worth · True Grit · Non-Essential Personnel · Sleeping Dogs · I Wish It Would Rain · Popular Forces · Terms of Enlistment · Nightmare · Promised Land · Lonesome Cowboy Blues · Sins of the Fathers · Sealed with a Kiss · Hard Stripe · The Volunteer

Seizoen 3: The Luck · Doc Hock · The Ties That Bind · Lonely at the Top · A Bodyguard of Lies · A Necessary End · Cloud Nine · Thanks for the Memories · I Am What I Am · World in Changes · Green Christmas · Odd Man Out · And Make Death Proud to Take Us · Dead Man Tales · Road to Long Binh · Acceptable Losses · Vietnam Rag · War Is a Contact Sport · Three Cheers for the Orange, White and Blue · The Raid · Payback